# Вилим, Ежи
Е́жи Анто́ний Ви́лим (пол. Jerzy Antoni Wilim; 14 августа 1941 года — 8 декабря 2014 года) — польский футболист, играл на позиции нападающего в 1960-х и 70-х годах.

## Биография
В составе «Шомберки» Вилим стал лучшим бомбардиром чемпионата Польши 1964 года, поделив титул с Люцьяном Брыхчим и Юзефом Галечкой.
4 сентября 1963 года он дебютировал за сборную Польши в матче против Норвегии в Щецине, соперник был разгромлен со счётом 9:0. 10 мая 1964 года Вилим забил свой первый гол за команду, поразив ворота Ирландии, его команда выиграла со счётом 3:1. 30 апреля 1969 года он оформил первый дубль за сборную в товарищеском матче против Турции, поляки одержали победу со счётом 3:1. В общей сложности он провёл за сборную восемь матчей и забил четыре гола в период между 1963 и 1969 годом.
После двух сезонов в «Гурнике» (Забже) Вилим попытался попробовать свои силы за рубежом, перейдя в голландский «Телстар». В феврале 1976 года в возрасте 34 лет он присоединился к «Ренну», где провёл два с половиной сезона. 10 апреля 1976 года сделал покер в матче с «Брестом», соперник был разгромлен со счётом 6:1.
Брат Ежи, Ян Вилим, также футболист, играл за «Шомберки», «Хробры» (Глогув) и сборную Польши.
7 декабря 2014 года Ежи Вилим умер после продолжительной болезни в Гладбеке, Германия, где провёл последние годы жизни.